# COSCO Shipping Himalayas
COSCO Shipping Himalayas é um navio porta-contêineres operado pela empresa de navegação chinesa China COSCO Shipping Corporation Limited (COSCO). A embarcação navega com a bandeira de Hong-Kong.

## Características

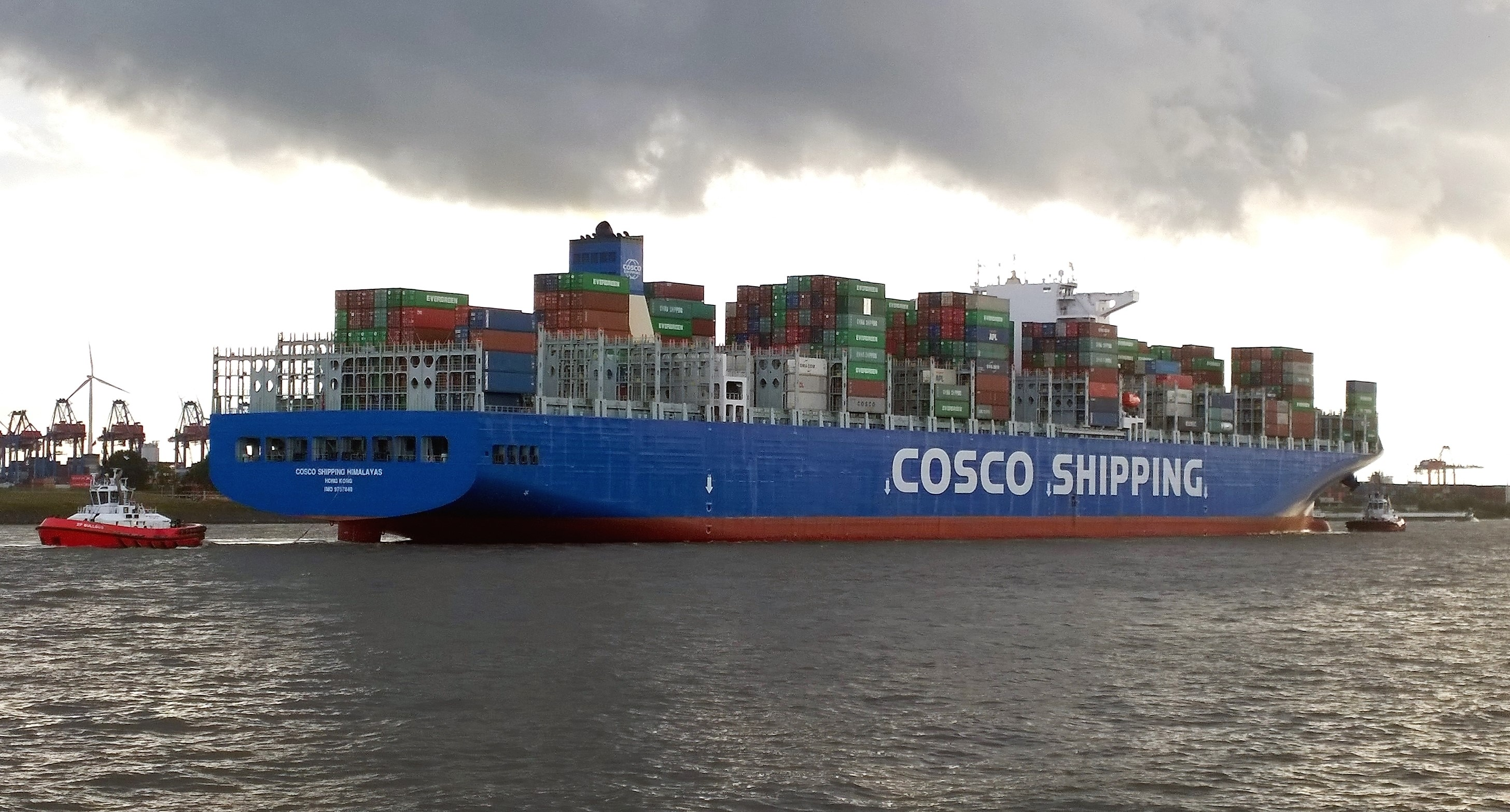
COSCO Shipping Himalayas em setembro de 2017

O navio foi duplamente classificados pela DNV GL e pela Sociedade de Classificação da China. Como a maioria dos outros navios porta-contêineres desse porte, eles têm a torre de navegação localizada mais próxima a proa, o que proporciona uma linha de visão melhor, possibilitando uma carga maior no convés à frente. O navio possue nove porões que são fechados com tampas de escotilha de pontão. Abaixo do convés, 18 filas de contêineres podem ser acomodadas lado a lado em onze camadas; no convés, mais 20 filas com dez camadas. A capacidade máxima de carga é de é de 14.568 TEU.

## ClasseHimalayas
O COSCO Shipping Himalayas é o navio líder da classe Himalayase que é composta das seguintes embarcações:
| Navio                      | Número do casco | IMO     | Data da entrega        | Situaçãp    | ref   |
| -------------------------- | --------------- | ------- | ---------------------- | ----------- | ----- |
| COSCO Shipping Himalayas   | 3020            | 9757840 | 25 de julho de 2017    | em operação | [ 2 ] |
| COSCO Shipping Kilimanjaro | 3021            | 9757852 | 22 de dezembro de 2017 | em operação | [ 5 ] |
| COSCO Shipping Alps        | 3022            | 9757864 | 3 de janeiro de 2018   | em operação | [ 6 ] |
| COSCO Shipping Denali      | 3023            | 9757876 | 13 de junho de 2018    | em operação | [ 7 ] |
| COSCO Shipping Andes       | 3024            | 9757888 | 12 de setembro de 2018 | em operação | [ 8 ] |